# Leucospermum erubescens
Leucospermum erubescens är en tvåhjärtbladig växtart som beskrevs av Rourke. Leucospermum erubescens ingår i släktet Leucospermum och familjen Proteaceae. Inga underarter finns listade i Catalogue of Life.